# Neumayer-Canyon
Koordinaten: 69° 48′ S, 8° 47′ W
Der Neumayer-Canyon ist ein Tiefseegraben in der Haakon-VII.-See vor der Prinzessin-Martha-Küste des ostantarktischen Königin-Maud-Lands. Er liegt südwestlich des Drygalski-Canyons und nördlich des Ekström-Schelfeises.
Benannt ist er seit 1997, angelehnt an die benachbarte Neumayer-Station, auf Vorschlag des Vermessungsingenieurs und Glaziologen Heinrich Hinze vom Alfred-Wegener-Institut. Namensgeber ist der deutsche Geophysiker Georg von Neumayer (1826–1909).